# أبو علي الجوزجاني
أبو علي الحسن بن علي الجوزجاني، أحد علماء أهل السنة والجماعة ومن أعلام التصوف السني في القرن الرابع الهجري، قال عنه أبو عبد الرحمن السلمي بأنه "من كبار مشايخ خراسان، له التصانيف المشهورة، تكلم في علوم الآفات والرياضات والمجاهدات". صحب الحكيم الترمذي ومحمد بن الفضل البلخي وهو قريب السن منهم.

## من أقواله
- الشقي من أظهر ما كتم الله عليه من معاصيه[1]
- البخل ثلاثة أحرف: الباء وهو البلاء، والخاء وهو الخسران، واللام وهو اللوم، فالبخيل بلاء في نفسه وخاسر في سعيه وملوم في بخله.[3]